# Ортеман, Серхио
Се́рхио О́ртеман (исп. Sergio Daniel Órteman Rodríguez; род. 29 сентября 1978, Монтевидео) — уругвайский футболист, полузащитник, также имеет гражданство Парагвая.

## Биография
Ортеман начал карьеру в «Сентраль Эспаньоле» в 1997 году. Спустя 4 года он был продан в парагвайскую «Олимпию». В составе парагвайского клуба Ортеман добился выдающего достижения в 2002 году, завоевав третий в истории клуба Кубок Либертадорес. Сам уругваец был признан лучшим игроком финального противостояния против бразильского «Сан-Каэтано». В 2003 год Ортеман выиграл Рекопу.
В 2004 году Серхио перешёл в другой великий клуб — аргентинский «Индепендьенте». Этот этап карьеры для игрока был омрачён серией травм, из-за которых он даже на некоторое время был вынужден покинуть команду, отправившись выступать в Мексику.
В 2007 году Ортеман был продан в другой великий аргентинский клуб, «Боку Хуниорс», в которой хотя и не задержался надолго, успел завоевать второй в карьере Кубок Либертадорес. Впрочем, вклад Ортемана в победу был не сопоставим с его же ролью 2002 года в «Олимпии». В кампании 2007 уругваец провёл лишь считанное количество матчей и даже минут.
В 2007—2008 гг. без особого успеха выступал в Европе (в том числе 5 матчей и 1 гол за полсезона в составе испанского «Расинга» из Сантандера). В июле 2008 года подписал контракт с бразильским «Гремио», но и в составе бразильского гранда за год провёл считанное число матчей.
21 августа 2009 года Ортеман прекратил трудовые отношения с «Гремио» и спустя некоторое время подписал контракт с уругвайским грандом — «Пеньяролем». Довольно быстро он стал одним из лидеров команды и одним из самых опытных игроков в составе «Ауринегрос». Он стал частью команды, которая выиграла чемпионат Уругвая в 2010 году. Затем он выступал в мексиканском «Керетаро», а в 2011 году вернулся в «Олимпию». В конце года помог «Олимпии» впервые за 11 лет стать чемпионом Парагвая. В 2012 году был отчислен из «Олимпии» и перешёл в «Гуарани». 12 июля 2013 года в третий раз в карьере подписал контракт с «Олимпией».
Несмотря на неудачи в последние годы, клубную карьеру Ортемана можно признать вполне успешной — он выступал за ряд великих клубов, выиграл несколько значимых трофеев, в числе которых два Кубка Либертадорес. Однако Серхио не играл за сборную Уругвая, хотя часто был в числе кандидатов на попадание в состав «селесте».

## Титулы
- Чемпион Уругвая (1): 2009/10
- Чемпион Парагвая (1): 2011 (Клаусура)
- Кубок Либертадорес (2): 2002, 2007
- Рекопа Южной Америки (1): 2003